# Списак највиших зграда у Северној Македонији
Дугогодишња ниска стопа раста државног капитала Северне Македоније и економска неразвијеност знатно су утицали на развој архитектуре у Северној Македонији. То је допринело да она данас нема ни један облакодер виши од 70 метара. Највиша зграда је МРТ центар у власништву РТВ Македоније. Занимљиво је да су сви високи облакодери у Северној Македонији саграђени у времену њеног јединства са СФР Југославијом. 
У изградњи су Куле Џевахир за које се очекују да буду највише зграде у Скопљу.

## Највише зграде
Списак дванаест највиших зграда у Северној Македонији. На спису се налазе само зграде чија је изградња завршена
| Ранг | Име                            | Локација | Висина у метрима | Спратност | Година  | Напомене                             |
| ---- | ------------------------------ | -------- | ---------------- | --------- | ------- | ------------------------------------ |
| 1    | МРТ центар                     | Скопље   | 70               | 25        | 1984.   | Највиша зграда у Северној Македонији |
| 2    | Кула Карпош IV кула I          | Скопље   |                  | 19        |         |                                      |
| 2    | Кула Карпош IV кула II         | Скопље   |                  | 19        |         |                                      |
| 2    | Кула Карпош IV кула III        | Скопље   |                  | 19        |         |                                      |
| 5    | Три Убавици Карпош IV кула I   | Скопље   | 50               | 17        | 1978-79 |                                      |
| 5    | Три Убавици Карпош IV кула II  | Скопље   | 50               | 17        | 1978-79 |                                      |
| 5    | Три Убавици Карпош IV кула III | Скопље   | 50               | 17        | 1978-79 |                                      |
| 8    | Александар Македонски Хотел    | Скопље   |                  | 15        |         |                                      |
| 9    | Градски зид                    | Скопље   |                  | 14        | 1971.   |                                      |
| 10   | Хотел Континентал              | Скопље   |                  | 13        |         |                                      |
| 10   | 13-спратница                   | Прилеп   |                  | 13        |         |                                      |
| 11   | Соравиа трговински центар      | Скопље   |                  | 12        |         |                                      |
| 12   |                                | Скопље   |                  | 10        |         |                                      |
| 13   | 9-спратница                    | Прилеп   |                  | 9         |         |                                      |
| 14   | 8-спратница                    | Куманово |                  | 8         |         |                                      |
| 15   |                                | Скопље   |                  | 7         |         |                                      |

Подаци преузети са: emporis.com 